# Косбулак (Сайрамский район)
Косбулак (каз. Қосбұлақ, до 2010 г. — Пахтазарибдар) — село в Сайрамском районе Туркестанской области Казахстана. Входит в состав Колкентского сельского округа. Код КАТО — 515265600.

## Население
В 1999 году население села составляло 1749 человек (907 мужчин и 842 женщины). По данным переписи 2009 года, в селе проживало 2247 человек (1151 мужчина и 1096 женщин).